# Списък на окръзи в Алабама
Американският щат Алабама има 67 окръга. Всеки окръг служи като местно ниво на управление в своите граници. Територията, обособена от съвременните щатски граници, се присъединява към Съединените американски щати постепенно. След Войната за независимост на САЩ Западна Флорида е отстъпена на Испания по силата на договор, докато останалата част от щата е организирана предимно като територия Мисисипи, а по-късно като територия Алабама. Териториалното събрание учредява някои от най-ранните окръзи, оцелели до днес, включително най-ранно формирания окръг – Вашингтон, създаден на 4 юни 1800 г. През 1814 г. Договорът от Форт Джаксън отваря територията за американски заселници, което от своя страна води до по-бърз темп на създаване на окръзи. Алабама се присъединява към Съюза като 22-ри щат през 1819 г. Законодателният орган на щата Алабама формира допълнителни окръзи от бивши територии на местното индианско население, тъй като Законът за изселването на индианците влиза в сила и заселници навлизат в различни райони на Алабама. През 1820 г. Алабама има 29 окръга. До 1830 г. окръзите стават 36, като индианците все още заемат значителни територии в североизточната и далечната част на западна Алабама. До 1840 г. са създадени 49 окръга; към 1850 г. те са 52; през 1870 г. стават 65, а днешният им брой от 67 окръга датира от 1903 г. Окръг Хюстън е последният окръг, създаден в щата, на 9 февруари 1903 г.
Според данните от преброяването в САЩ през 2023 г. средното население на 67-те окръга на Алабама е 76 246 души, като окръг Джеферсън е най-гъсто населеният (662 895 души), а окръг Грийн най-рядко населеният (7341 души). Средната територия на окръзите е 1958 km2. Най-големият по територия окръг е Болдуин (4118 km2), а най-малкият е Етоуа (1386 km2). Конституцията на Алабама изисква всеки нов окръг в Алабама да има територия от поне 1600 km2, което на практика ограничава създаването на нови окръзи в щата.

## Окръзи
| Окръг       | Административен център | Година на основаване | Кръстен на                                                                                                | Гъстота на населението | Население (към 2024 г.) | Площ     | Карта |
| ----------- | ---------------------- | -------------------- | --- | ---------------------- | ----------------------- | -------- | ----- |
| Аутауга     | Пратвил                | 1818                 | Индианското племе аутауга или атаги, подгрупа на алабама                                                  | 103,4 души/km²         | 61 464                  | 1540 km2 |       |
| Барбър      | Клейтън                | 1832                 | Джеймс Барбър (1775 – 1842), губернатор на Вирджиния и американски сенатор                                | 27,5 души/km²          | 24 358                  | 2292 km2 |       |
| Биб         | Сентървил              | 1818                 | Уилям Уайът Биб (1781 – 1820), първият губернатор на Алабама                                              | 35,8 души/km²          | 22 258                  | 1612 km2 |       |
| Блаунт      | Онеонта                | 1818                 | Уили Блаунт (1768 – 1835), губернатор на Тенеси                                                           | 93,3 души/km²          | 60 163                  | 1670 km2 |       |
| Болдуин     | Бей Минет              | 1809                 | Ейбрахам Болдуин (1754 – 1807), американски нормотворец от Джорджия                                       | 164,6 души/km²         | 261 608                 | 4118 km2 |       |
| Бълок       | Юниън Спрингс          | 1866                 | Едуард Бълок (1822 – 1861), полковник в армията на Конфедерацията                                         | 15,9 души/km²          | 9901                    | 1613 km2 |       |
| Бътлър      | Грийнвил               | 1819                 | Уилям Бътлър (1759 – 1818), капитан в Крийкската война                                                    | 23,5 души/km²          | 18 256                  | 2012 km2 |       |
| Вашингтон   | Чатъм                  | 1800                 | Джордж Вашингтон (1732 – 1799), първи президент на САЩ                                                    | 13,9 души/km²          | 15 018                  | 2798 km2 |       |
| Грийн       | Еуто                   | 1819                 | Натаниъл Грийн (1742 – 1786), генерал от Войната за независимост                                          | 11,0 души/km²          | 7127                    | 1676 km2 |       |
| Далас       | Селма                  | 1818                 | Алекзандър Джеймс Далас (1759 – 1817), американски финансов министър                                      | 36,3 души/km²          | 35 545                  | 2535 km2 |       |
| Дейл        | Оузарк                 | 1824                 | Самюъл Дейл (1772 – 1841), бригаден генерал и нормотворец                                                 | 89,2 души/km²          | 50 067                  | 1453 km2 |       |
| Джаксън     | Скотсбъро              | 1819                 | Андрю Джаксън (1767 – 1845), седми президент на САЩ                                                       | 49,9 души/km²          | 53 780                  | 2792 km2 |       |
| Дженива     | Дженива                | 1868                 | Английското произношение на швейцарския град Женева                                                       | 47,5 души/km²          | 27 259                  | 1488 km2 |       |
| Джеферсън   | Бирмингам              | 1819                 | Томас Джеферсън (1743 – 1826), трети президент на САЩ                                                     | 598,2 души/km²         | 664 744                 | 2878 km2 |       |
| Дикалб      | Форт Пейн              | 1836                 | Йохан ди Калб (1721 – 1780), генерал-майор във Войната за независимост                                    | 94,1 души/km²          | 73 122                  | 2013 km2 |       |
| Елмор       | Уетумпка               | 1866                 | Джон Арчър Елмор (1762 – 1834), ветеран от Войната за независимост                                        | 147,2 души/km²         | 91 042                  | 1602 km2 |       |
| Калхун      | Анистън                | 1832                 | Джон Калхун (1782 – 1850), седми вицепрезидент на САЩ                                                     | 192,2 души/km²         | 116 427                 | 1569 km2 |       |
| Кларк       | Гроув Хил              | 1812                 | Джон Кларк (1766 – 1832), генерал от Джорджия                                                             | 17,9 души/km²          | 22 142                  | 3208 km2 |       |
| Клебърн     | Хефлин                 | 1866                 | Патрик Клебърн (1828 – 1864), генерал-майор в армията на Конфедерацията                                   | 28,4 души/km²          | 15 905                  | 1451 km2 |       |
| Клей        | Ашланд                 | 1866                 | Хенри Клей (1777 – 1852), американски нормотворец от Кентъки                                              | 23,6 души/km²          | 14 239                  | 1564 km2 |       |
| Ковингтън   | Андалуша               | 1821                 | Ленард Ковингтън (1768 – 1813), бригаден генерал в Британско-американската война и американски конгресмен | 36,6 души/km²          | 37 748                  | 2669 km2 |       |
| Колбърт     | Тъскъмбия              | 1867                 | Джордж Колбърт (1764 – 1839) и Ливай Колбърт (1759 – 1834), вождове от племето чикасо                     | 99,2 души/km²          | 58 785                  | 1535 km2 |       |
| Кофи        | Елба и Ентърпрайз      | 1841                 | Джон Кофи (1772 – 1833), офицер в Британско-американската и в Крийкската война                            | 83,0 души/km²          | 56 358                  | 1759 km2 |       |
| Крийншоу    | Лавърн                 | 1866                 | Андерсън Крийншоу (1783 – 1847), съдия във върховния съд на Алабама и ранен заселник                      | 21,5 души/km²          | 13 114                  | 1577 km2 |       |
| Куса        | Рокфорд                | 1832                 | Река Куса, която тече през окръга и е кръстена на индианско село                                          | 15,8 души/km²          | 10 291                  | 1686 km2 |       |
| Кълман      | Кълман                 | 1877                 | Полковник Джон Кълман (1823 – 1895), основател на град Кълман                                             | 126,0 души/km²         | 92 604                  | 1903 km2 |       |
| Кънека      | Евъргрийн              | 1818                 | Река Кънека, която тече през окръга                                                                       | 13,1 души/km²          | 11 109                  | 2202 km2 |       |
| Лаймстоун   | Атенс                  | 1818                 | Букв. „варовик“; в окръга има значителни находища                                                         | 212,4 души/km²         | 118 942                 | 1450 km2 |       |
| Ламар       | Върнън                 | 1867                 | Лушъс Ламар (1825 – 1893), съдия във Върховния съд                                                        | 22,4 души/km²          | 13 543                  | 1567 km2 |       |
| Лаундс      | Хейнсвил               | 1830                 | Уилям Лаундс (1782 – 1822), конгресмен от Южна Каролина                                                   | 13,2 души/km²          | 9485                    | 1854 km2 |       |
| Лий         | Опелика                | 1866                 | Робърт Лий (1807 – 1870), командир на армията на Конфедерацията                                           | 309,2 души/km²         | 187 847                 | 1574 km2 |       |
| Лодърдейл   | Флорънс                | 1818                 | Джеймс Лодърдейл (1780 – 1814), полковник в Британско-американската война                                 | 146,0 души/km²         | 97 502                  | 1729 km2 |       |
| Лорънс      | Молтън                 | 1818                 | Джеймс Лорънс (1781 – 1813), морски офицер в Британско-американската война                                | 48,6 души/km²          | 33 567                  | 1789 km2 |       |
| Мадисън     | Хънтсвил               | 1808                 | Джеймс Мадисън (1751 – 1836), четвърти президент на САЩ                                                   | 528,1 души/km²         | 423 355                 | 2076 km2 |       |
| Маринго     | Линдън                 | 1818                 | Битка при Маренго                                                                                         | 19,0 души/km²          | 18 512                  | 2530 km2 |       |
| Мариън      | Хамилтън               | 1818                 | Франсис Мариън (1732 – 1795), офицер в Американската война за независимост                                | 39,5 души/km²          | 29 323                  | 1923 km2 |       |
| Маршал      | Гънтърсвил             | 1836                 | Джон Маршал (1755 – 1835), председател на Върховния съд на САЩ в периода 1801 – 1835 г.                   | 180,5 души/km²         | 102 156                 | 1466 km2 |       |
| Мейкън      | Тъскиджи               | 1832                 | Натаниъл Мейкън (1758 – 1837), конгресмен от Северна Каролина                                             | 29,8 души/km²          | 18 159                  | 1577 km2 |       |
| Мобил       | Мобил                  | 1812                 | Заливът Мобил, на който е разположен окръгът и който от своя страна е кръстен на индианското племе мобила | 335,4 души/km²         | 412 339                 | 3184 km2 |       |
| Монро       | Монровил               | 1815                 | Джеймс Монро (1758 – 1831), пети президент на САЩ                                                         | 18,6 души/km²          | 19 057                  | 2656 km2 |       |
| Монтгомъри  | Монтгомъри             | 1816                 | Лемюъл Монтгомъри (1786 – 1814), майор в Крийкската война                                                 | 288,0 души/km²         | 225 894                 | 2031 km2 |       |
| Морган      | Дикейтър               | 1818                 | Даниъл Морган (1736 – 1802), конгресмен                                                                   | 217,6 души/km²         | 126 084                 | 1500 km² |       |
| Пайк        | Трой                   | 1821                 | Зебюлън Пайк (1779 – 1813),пътешественик и офицер в Британско-американската война                         | 49,3 души/km²          | 33 124                  | 1741 km² |       |
| Пери        | Мариън                 | 1819                 | Оливър Хазард Пери (1795 – 1819), морски офицер в Британско-американската война                           | 10,7 души/km²          | 7719                    | 1864 km² |       |
| Пикънс      | Керълтън               | 1820                 | Андрю Пикънс (1739 – 1817), генерал в Американската война за независимост                                 | 21,0 души/km²          | 18 508                  | 2283 km² |       |
| Рандолф     | Уидоуий                | 1832                 | Джон Рандолф (1773 – 1833), сенатор от Вирджиния                                                          | 39,7 души/km²          | 23 067                  | 1504 km² |       |
| Ръсел       | Финикс Сити            | 1832                 | Гилбърт Ръсел (1782 – 1861), офицер в Крийкската война                                                    | 91,8 души/km²          | 58 837                  | 1661 km² |       |
| Сейнт Клеър | Ашвил и Пел Сити       | 1818                 | Артър Сейнт Клеър (1736 – 1818), председател на Континенталния конгрес                                    | 153,4 души/km²         | 96 927                  | 1637 km² |       |
| Съмтър      | Ливингстън             | 1832                 | Томас Съмтър (1734 – 1832), конгресмен от Южна Каролина                                                   | 12,8 души/km²          | 11 607                  | 2341 km² |       |
| Талапуса    | Дейдвил                | 1832                 | Река Талапуса                                                                                             | 56,8 души/km²          | 40 699                  | 1856 km² |       |
| Талъдига    | Талъдига               | 1832                 | От „талатиги“ – „граничен град“ на крийкски                                                               | 110,1 души/km²         | 81 375                  | 1908 km² |       |
| Тъскалуса   | Тъскалуса              | 1818                 | Ирокезкото име на река Блек Уориър                                                                        | 182,5 души/km²         | 241 212                 | 3423 km² |       |
| Уилкокс     | Камдън                 | 1819                 | Джоузеф Уилкокс (1790 – 1814), лейтенант в Крийкската война                                               | 11,1 души/km²          | 9865                    | 2301 km² |       |
| Уинстън     | Дабъл Спрингс          | 1850                 | Джон Уинстън (1812 – 1871), губернатор на Алабама                                                         | 38,9 души/km²          | 23 869                  | 1588 km² |       |
| Уокър       | Джаспър                | 1823                 | Джон Уилямс Уокър (1783 – 1823), сенатор от Алабама                                                       | 82,5 души/km²          | 65 260                  | 2049 km² |       |
| Файет       | Файет                  | 1824                 | Жилбер дьо Лафайет (1757 – 1834), пълководец в Американската война за независимост                        | 25,3 души/km²          | 15 863                  | 1626 km² |       |
| Франклин    | Ръселвил               | 1818                 | Бенджамин Франклин (1706 – 1790), политик, дипломат и изобретател                                         | 50,3 души/km²          | 31 874                  | 1642 km² |       |
| Хейл        | Грийнсбъро             | 1867                 | Стивън Хейл (816 – 1862), офицер в армията на Конфедерацията                                              | 23,5 души/km²          | 15 116                  | 1668 km² |       |
| Хенри       | Ейбвил                 | 1819                 | Патрик Хенри (1736 – 1799), участник в Американската война за независимост и губернатор на Вирджиния      | 32,3 души/km²          | 18 141                  | 1455 km² |       |
| Хюстън      | Доудън                 | 1903                 | Джордж Хюстън (1811 – 1879), губернатор на Алабама и конгресмен                                           | 188,6 души/km²         | 109 366                 | 1502 km² |       |
| Чеймбърс    | Лафайет                | 1832                 | Хенри Чеймбърс (1790 – 1826), американски сенатор                                                         | 56,7 души/km²          | 33 813                  | 1545 km2 |       |
| Чероки      | Сентър                 | 1836                 | Племето чероки, чийто територии са включвали североизточната част на щата                                 | 47,2 души/km²          | 26 138                  | 1434 km2 |       |
| Чилтън      | Клантън                | 1868                 | Уилям Париш Чилтън (1810 – 1871), съдия във върховния съд на Алабама и конгресмен                         | 68,2 души/km²          | 47 262                  | 1794 km2 |       |
| Чокто       | Бътлър                 | 1847                 | Племето чокто, чийто територии са включвали Алабама                                                       | 13,2 души/km²          | 12 052                  | 2366 km2 |       |
| Шелби       | Колумбияна             | 1818                 | Айзък Шелби (1750 – 1826), губернатор на Кентъки                                                          | 300,6 души/km²         | 235 969                 | 2033 km² |       |

## Бивши имена на окръзи
| Окръг         | Кръстен на                                         | Променен на |
| ------------- | -------------------------------------------------- | --- |
| Окръг Бейн    | Дейвид У. Бейн, полковник в Гражданската война     | Окръг Етоуа през 1868 г.                                                                                                 |
| Окръг Бейкър  | Алфред Бейкър, местен земевладелец                 | Окръг Чилтън през 1874 г.                                                                                                |
| Окръг Бентън  | Томас Харт Бентън, американски сенатор от Мисури   | Окръг Калхун през 1858 г., в чест на съперника на Бентън Джон Калхун от Южна Каролина след отказа на Бентън от робството |
| Окръг Кахауба | бивша столица на щата Кахауба                      | Окръг Биб през 1820 г.                                                                                                   |
| Окръг Котако  | Котако Крийк, приток на река Тенеси                | Окръг Морган през 1821 г.                                                                                                |
| Окръг Ханкок  | Джон Хенкок, подписал Декларацията за независимост | Окръг Уинстън през 1858 г.                                                                                               |
| Окръг Джоунс  | Джосая Джоунс, местен политически лидер            | Окръг Ковингтън (предишното му име) през 1868 г., след като Джоунс отказва честта                                        |
| Окръг Джоунс  | Е. П. Джоунс, местен земевладелец                  | Окръг Санфорд, който впоследствие става окръг Ламар през 1877 г.                                                         |
| Окръг Санфорд | Х. К. Санфорд, местен земевладелец                 | Окръг Ламар през 1877 г.                                                                                                 |